# 현대 카파엔진
현대 카파엔진은 현대자동차의 3기통 및 4기통 소형 가솔린 엔진으로, 입실론 엔진을 대체하기 위해 2011년에 출시했다.
현대자동차의 해외전략 차종인 i10, i20, 엑센트, 캐스퍼는 카파 엔진이 적용되는 대표적 모델이고, 기아자동차에서는 레이, 모닝, 스토닉, 리오에 적용됐다. 1.6리터 사양은 자연흡기 가솔린 직접분사 하이브리드(G4LE)만 나오며, 니로, 아이오닉, 코나, 아반떼 가솔린 하이브리드에 탑재된다. 2022년에 출시한 2세대 니로와 2023년 2월에 출시한 2세대 코나에는 G4LE의 개선형이자 스마트스트림 버전의 G4LL이 탑재되며, 출력은 그대로 유지했으나 G4LE에 비해 엔진 토크가 약간 낮다.
3기통 버전은 2011년 1월에 출시한 2세대 모닝을 통해 자연흡기 버전(G3LA)이 첫 선을 보였으며, 이듬해에는 106마력 가솔린 MPI 싱글터보 사양(G3LB)을 출시하여 레이와 2세대 모닝에 탑재했다. 2016년에는 기존 카파 가솔린 싱글터보에 직접분사(T-GDI)를 추가했으며, 3기통 1.0 T-GDI의 형식명은 G3LC다. T-GDI는 100마력과 120마력 버전이 있으며, 100마력 버전은 이전의 106마력 G3LB에서 출력을 약간 줄이는 대신 토크를 높였다. G3LC의 120마력 버전은 스토닉에서 첫 선을 보였으며, 100마력 버전은 3세대 모닝과 캐스퍼에 탑재됐으나 모닝 터보가 2019년에 단종되어 캐스퍼만 이용하고 있다. 다만 CVT(CF14)를 적용했던 106마력 G3LB와 달리, 100마력 G3LC는 G3LB보다 엔진 토크가 약간 높아지면서(14 → 17) CVT 대신 4단 자동변속기를 이용한다. 스토닉에 적용된 120마력 버전에는 7단 DCT가 장착됐으나, 스토닉이 대한민국 내수 판매를 중단하면서 대한민국 내수용으로는 더 이상 나오지 않고 스토닉과 베뉴 등의 수출용에만 이용 중이다.
4기통 버전은 2013년에 엑센트의 부분변경 모델이 나왔을 때 기존 1.4리터 감마 엔진을 대체하기 위해 100마력 1.4리터 자연흡기 버전(G4LC)을 출시했다. 엑센트와 스토닉이 G4LC 유닛을 이용했으나 맞물렸던 자동변속기는 서로 달랐는데, 엑센트 카파 1.4는 CVT를 이용했고 스토닉 카파 1.4는 6단 자동변속기를 이용했다. 2015년에는 140마력 1.4리터 T-GDI(G4LD)가 추가되어 2세대 벨로스터와 3세대 i30에 장착되었으나, 판매 부진 및 배기가스 규제 미달로 대한민국 내수에서 판매가 중지됐다. 엑센트와 스토닉 또한 대한민국 내수 시장 판매가 중단되면서, 4기통 1.4리터 버전은 자연흡기와 터보 모두 대한민국 내수용으로 더 이상 나오지 않는다.
경차용으로 나오는 카파의 3기통 버전 중 1.0리터 가솔린 자연흡기 사양은 2017년 3세대 모닝의 출시 이후 1차 개선형인 에코프라임, 2차 개선형인 스마트스트림 G 1.0이 나왔다. 에코프라임의 형식명은 초기형의 G3LA를 유지했고, 스마트스트림 1.0의 엔진 형식명은 G3LD다. 에코프라임은 카파 3기통 자연흡기 사양의 초기형에서 구동벨트 오토 텐셔너를 추가하고 헤드 등의 엔진 내부 부품을 개량한 것이며, 78마력에서 76마력으로 디튠했다. 스마트스트림은 에코프라임에다가 듀얼 포트 연료분사장치(DPFI) 등을 추가한 버전이다. 초기형 카파 엔진은 구동벨트의 장력이 떨어지게 되면 엔진 자체에서 소음이 발생하는 문제점이 있으며, 이 문제점을 보완하기 위해 에코프라임부터는 구동벨트 오토 텐셔너를 장착하여 구동벨트 관련 소음을 차단했다. 모닝과 캐스퍼에 스마트스트림 G 1.0 자연흡기 사양이 장착되고, 레이는 2022년에 페이스리프트했을 때에도 스마트스트림으로 교체하지 않고 에코프라임을 유지하고 있다.
또한 G3LA에는 가솔린과 LPG를 쓸 수 있도록 설계된 바이퓨얼 사양(B3LA)이 있었으며, 레이 및 2세대 모닝이 이용했다. 바이퓨얼 사양은 레이의 페이스리프트 모델 및 3세대 모닝이 나왔을 때 LPG 전용 엔진(L3LA)으로 대체되었다가, 2019년에 생산이 중단됐다.

## 라인업
- 1.0 L
- 1.0 L turbo
- 1.0 L turbo GDI
- 1.2 L
- 1.4 L
- 1.4 L turbo GDI
- 1.6 L GDI Hybrid